# Atos 22
Atos 22 é o vigésimo-segundo capítulo dos Atos dos Apóstolos, de autoria de Lucas, o Evangelista, no Novo Testamento da Bíblia. Ele trata dos eventos que levaram à prisão de Paulo em Jerusalém.

## Manuscritos
Atos 22 foi originalmente escrito em grego koiné e dividido em 30 versículos. Alguns dos manuscritos que contém este capítulo ou trechos dele são:
- Codex Vaticanus (325–350)
- Codex Sinaiticus (330–360)
- Codex Bezae (c. 400)
- Codex Alexandrinus (ca. 400–440)
- Codex Ephraemi Rescriptus (ca. 450; versículos 21 a 30)
- Codex Laudianus (ca. 550)

## Estrutura
A Tradução Brasileira da Bíblia organiza este capítulo da seguinte maneira:
- Atos 22:1-21 - Paulo apresenta a sua defesa
- Atos 22:22-29 - Paulo não é açoitado, por ser cidadão romano
- Atos 22:30 - A reunião do Sinédrio

## Temas Principais

### Discurso de Paulo em Jerusalém

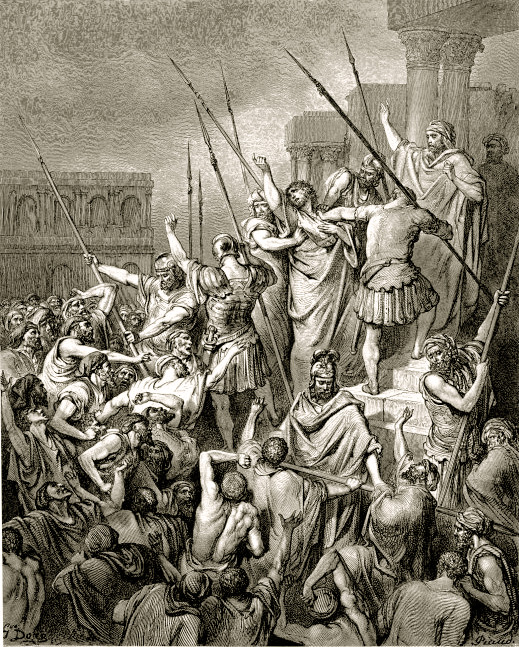
Discurso de Paulo depois de sua prisão, um dos episódios de Atos 22.
Gravura de Gustave Doré.

Atos 22 é quase todo dedicado ao discurso que Paulo proferiu em sua defesa no Templo de Jerusalém à multidão que tentava matá-lo (vide Atos 21). Apesar de geralmente falar grego, Paulo falou em hebraico, provocando um grande silêncio. Ele começou se identificando como judeu, "instruído aos pés de Gamaliel" e "zeloso para com Deus". Depois falou de seu tempo como perseguidor dos cristãos (que ele chama de "Caminho" em Atos 22:4) e da sua conversão na estrada para Damasco, inclusive sua cegueira que foi curada por Ananias, um homem «temente a Deus segundo a Lei e que tinha bom testemunho de todos os judeus que ali habitavam» (Atos 22:12), que o batizou. E ele terminou contando como Deus, numa visão, pediu-lhe que ele fosse pregar para os gentios, pois todos sabiam que ele «encarcerava e açoitava pelas sinagogas os que acreditavam» (Atos 22:19–20). Além disso, Paulo confessou ainda ter estado presente no martírio de Estêvão.
A população não quis ouvir mais e o interrompeu aos brados pedindo que fosse morto.

### Prisão de Paulo em Jerusalém
O tribuno da coorte romana (que, segundo Atos 23, chamava-se Lísias) levou Paulo para a cidadela e mandou acoitá-lo e interrogá-lo para tentar descobrir por que despertava tanto ódio dos judeus. Porém, Paulo se declarou cidadão romano e perguntou se era «permitido açoitardes um romano que não foi condenado» (Atos 22:25). Receoso, o tribuno o libertou e ordenou que o Sinédrio se reunisse para julgar Paulo.

#### Cidadania romana de Paulo
Em Atos 22:23–29, Paulo e Lísias discutem sobre a questão da cidadania romana. Parte do procedimento investigativo do tribuno era simplesmente mandar prendê-lo e açoitá-lo. Antes que o açoite começasse, Paulo questionou o centurião se seria legal «açoitardes um romano, e que não foi condenado» (Atos 22:25). Segundo John Polhill, a cidadania tinha várias vantagens. Um cidadão romano estava sujeito à lei romana e, portanto, estava protegido de coisas como ser surrado sem julgamento, de punições cruéis como a crucificação e de prisões ilegais, direitos que não existiam para o provinciano ordinário (peregrinus). Cidadãos tinham ainda o direito de apelação. Apenas um cidadão romano poderia se casar legalmente com outro cidadão romano. Eles estavam ainda isentos de certos impostos. Além disso, havia um considerável fator intangível relativo à honra e deferência que o status conferia.
A honraria era tão grande que algumas pessoas arriscavam-se à pena de morte ao alegarem falsamente serem cidadãos. Curiosamente, uma pessoa poderia deter uma dupla-cidadania, pois Paulo não era apenas cidadão da cidade de Roma, mas era também cidadão de Tarso.
Era possível conseguir a cidadania de diversas formas:
- A mais comum era nascer numa família de pai e mãe romanos. Esta foi a forma alegada por Paulo quando afirmou: «Pois eu o sou de nascimento» (Atos 22:28), o que implica que os dois pais de Paulo eram judeus romanos;
- Era possível obter cidadania como recompensa pelo serviço militar. Regularmente, veteranos do exército recebiam a recompensa quando eram dispensados. Era a forma mais certa de consegui-la, mas levava-se de vinte a vinte e cinco anos, dependendo da patente alcançada;
- Concessão imperial, uma forma que, embora registrada nas fontes, era muito rara. Ainda assim, o imperador romano podia conceder a cidadania a indivíduos ou comunidades (quando fundava uma nova colônia, por exemplo), geralmente como resultado de algum ato ou serviço ao império. Não era incomum também que, apesar dos serviços, os candidatos conseguissem audiências com o imperador através de caros presentes aos membros mais próximos do imperador da corte. É possível que tenha sido esta a forma que Lísias tenha conseguido sua cidadania. Na realidade, o nome do tribuno fornece algumas evidências para que se assuma a plausibilidade da tese que o imperador Cláudio (r. 41–54) tenha conferido-lhe a honra de utilizar o nome (nomen) da família ou patrono que o conferiu; assim, Lísias teria ganho o nome de Cláudio; alguns autores lembraram que o imperador era "perdulário" na utilização deste poder[7];
- Finalmente, a cidadania romana era conferida quando um escravo era emancipado da casa de um cidadão romano. Alguns autores sugerem que os ancestrais de Paulo podem ter sido libertos entre os milhares de judeus que Pompeu tomou como escravos em 63 a.C.[8].